# Liste von Persönlichkeiten der Stadt Markranstädt
Die Liste von Persönlichkeiten der Stadt Markranstädt enthält Personen, die in der Geschichte der sächsischen Stadt Markranstädt im Landkreis Leipzig eine nachhaltige Rolle gespielt haben. Es handelt sich dabei um Persönlichkeiten, die Ehrenbürger der Stadt gewesen, in Markranstädt und den heutigen Ortsteilen geboren oder gestorben sind oder hier gewirkt haben.
Für die Persönlichkeiten aus den nach Markranstädt eingemeindeten Ortschaften siehe auch die entsprechenden Ortsartikel.

## Ehrenbürger

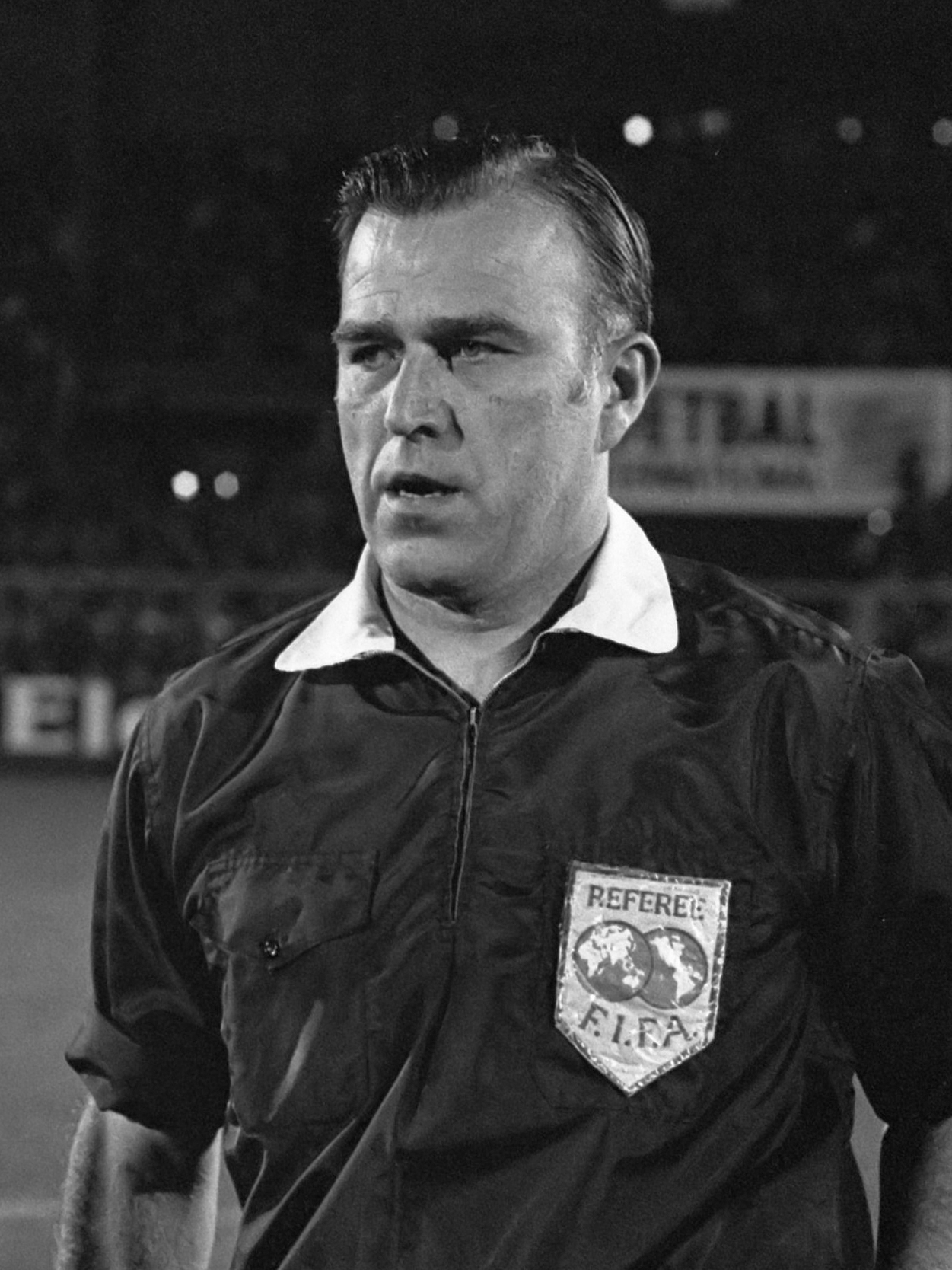
Rudi Glöckner

- 1859 Franz Eduard Weißbach, Pfarrer
- 1874 Carl Friedrich Wilhelm Held, Kantor und Lehrer
- 1878 Johann Gottlob Klöden, Drechslermeister
- 1895 Fürst Otto von Bismarck, Reichskanzler
- 1896 Johann Karl Keil, Bürgermeister von 1890 bis 1896
- 1898 Ernst Gottlieb Heine, Schlossermeister
- 1902 Johann Heinrich Wilhelm Dünnebier, Schuldirektor
- 1902 Johann Carl Friedrich Schmidt, Mitglied des Kirchenvorstandes
- 1902 Luis Walter, Gründer der Rauchwarenzurichterei und Färberei, Leipziger Straße 4
- 1916 Hugo Beyer, Stadtgutbesitzer und Stadtverordneter
- 1933 Paul von Hindenburg, Reichspräsident
- 1933 Albin Schirmer, Bürgermeister von 1909 bis 1933
- 1950 Paul Georgi, Kistentischler, Schulhausmeister und Stadtverordneter
- 1977 Rudi Glöckner, Schiedsrichter
- 2000 Günther Kluge, Industriekaufmann und Heimatforscher[1]
- 2023 Hans-Jürgen Bernstein, Ehrenmitglied beim SSV Markranstädt

## Söhne und Töchter der Stadt (chronologisch geordnet nach Geburtsdatum)

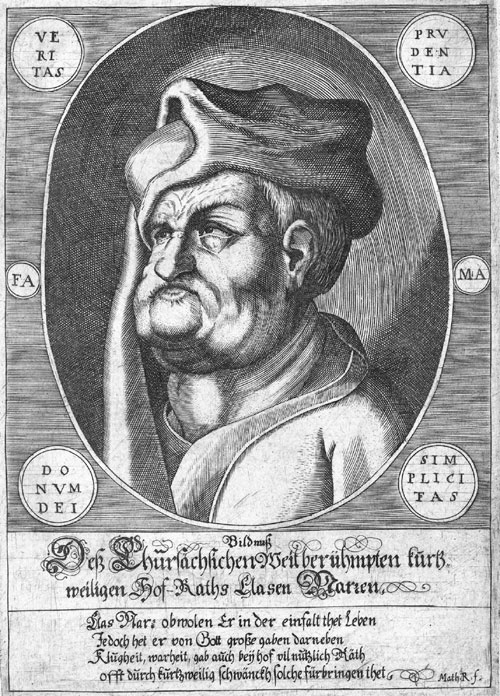
Claus Narr

Viktor Böhmert

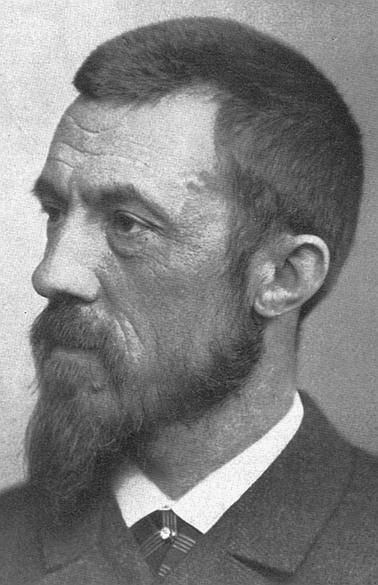
Viktor Schumann

- Claus Narr (vor 1486 – nach 1530), Hofnarr am Hof der Wettiner
- Viktor Böhmert (1829–1918), Journalist, Freihändler, Volkswirt und Statistiker, geboren in Quesitz
- Viktor Schumann (1841–1913), Physiker, der die Vakuumultraviolettstrahlung entdeckte
- Karl Emil Kirchner (1845–1899), sächsischer Offizier, zuletzt Generalleutnant, geboren auf dem Rittergut Quesitz
- Martin Lämmel (* 1849; Todesdatum unbekannt), Kupferstecher, Kunstmaler und Graphiker sowie Holzstecher, geboren in Kulkwitz
- Ferdinand Eduard Carolin (1849–1897), Kürschnermeister und Mitglied der Hamburger Bürgerschaft
- Max Kirmsse (1877–1946), Pädagoge am Kalmenhof, Historiker, Politiker
- Arthur Sämisch (1878–1940), Politiker (SPD/USPD/KPD), war Abgeordneter der Preußischen Landesversammlung (1919–1921), Mitglied der Zentralen Revisionskommission und Reichsrevisor der Kommunistischen Partei Deutschlands (KPD)
- Otto Most (1881–1971), Politiker (DVP)
- Max Strötzel (1885–1945), Politiker
- Kurt Schiering (1886–1918), Maler und Grafiker
- Victor Lange (1908–1996), deutsch-amerikanischer Germanist und Anglist
- Heino Weiprecht (1912–1988), Politiker (SED) und Staatssekretär der DDR
- Rudolf Helmer (1914–2007), Widerstandskämpfer gegen den Nationalsozialismus und Diplomat, war Botschafter der DDR in Ungarn
- Oskar-Hubert Dennhardt (1915–2014), General und CDU-Politiker
- Karl-Heinz Barnekow (* 1917; †), Gebrauchsgrafiker und Illustrator
- Rolf Kauka (1917–2000), Comic-Verleger
- Werner Schmidt (1926–2012), Politiker (CDU) und Mitglied des Sächsischen Landtages, geboren in Quesitz
- Horst Kaminsky (1927–2019), ehemaliger Politiker (SED) und Präsident der Staatsbank der DDR
- Günter Hennig (* 1928), ehemaliger Verlagsleiter, er leitete den SED-eigenen Dietz Verlag
- Rudi Glöckner (1929–1999), Fußballschiedsrichter
- Manfred Starke (* 1935), Romanist
- Dieter Fischer (1936–2016), Fußballspieler
- Monika Werner (1938–2024), ehemalige Politikerin (SED), sie war Bürgermeisterin von Hennigsdorf und Mitglied des Staatsrates der DDR
- Hans-Joachim Sieler (* 1939), Chemiker
- Wolfram Löwe (* 1945), Fußballspieler
- Bernd Trunzer (1947–2018), Fußballspieler
- Wolfgang Altmann (* 1952), Fußballspieler
- Jürgen Richter (* 1953), Badmintonspieler
- Christoph Kaufmann (* 1955), Historiker, Museumskurator und Autor
- Jens Bühligen (* 1966), Kommunalpolitiker (CDU) und ab 2008 Oberbürgermeister der Stadt Merseburg in Sachsen-Anhalt
- Bettina Schieferdecker (* 1968), ehemalige Gerätturnerin, ihr Heimatverein war der SC Leipzig
- René Bochmann (* 1969), Politiker (AfD), MdB
- Jürgen Kasek (* 1980), Politiker, von 2014 bis 2018 war er Landesvorstandssprecher des sächsischen Landesverbandes von Bündnis 90/Die Grünen
- Marian (Oli) Unger (* 1983), ehemaliger deutscher Fußballtorhüter und heutiger Torwarttrainer
- Bastian Strietzel (* 1998), Fußballspieler

## Persönlichkeiten, die mit der Stadt in Verbindung stehen
- Hugo Ruppe (1879–1949), Gründer der Markranstädter Automobilfabrik M. A. F.
- Karl Hans Drechsel (1904–1946), 1934/35 Bürgermeister (NSDAP)
- Heinz Kucharski (1919–2000), Indologe und eine zentrale Persönlichkeit des Hamburger Zweigs der Weißen Rose, starb in Markranstädt
- Uwe Ferl (* 1958), ehemaliger Fußballspieler und heutiger Fußballtrainer, spielte von 1994 bis 1995 beim Spiel- und Sportverein Markranstädt e. V.
- Tom Geißler (* 1983), ehemaliger Fußballspieler, spielte von 2015 bis 2016 beim SSV Markranstädt
- Toni Jurascheck (* 1986), Fußballspieler, spielt für den FC Union Mühlhausen und von 2008 bis 2009 beim SSV Markranstädt